# Crassula numaisensis
Crassula numaisensis là một loài thực vật có hoa trong họ Crassulaceae. Loài này được Friedrich miêu tả khoa học đầu tiên năm 1967.